# Nephilim (album)
Pour les articles homonymes, voir Nephilim (homonymie).
Albums de Ebony Bones
Behold, a Pale Horse
(2013) -
Singles
1. Nephilim [1]
Sortie : 4 mai 2018
2. No Black in Union Jack [2]
Sortie : 25 juin 2018

Nephilim est le troisième album studio la chanteuse britannique Ebony Bones, dont la sortie est prévue pour le 20 juillet 2018 sous le label 1984 Records. Cet album marque une collaboration de l'artiste avec l'orchestre Philharmonique de Pékin.

## Liste des chansons
| No  | Titre                            | Durée |
| --- | -------------------------------- | ----- |
| 1.  | The Watchers                     |       |
| 2.  | Nephilim                         |       |
| 3.  | Ghrelin Games                    |       |
| 4.  | Police And Thieves               |       |
| 5.  | Oh Leopold                       |       |
| 6.  | Kids Of Coltan                   |       |
| 7.  | This Used To be A Lovely Country |       |
| 8.  | No Black In The Union Jack       |       |
| 9.  | Truth Or Treason                 |       |
| 10. | Bone OF My Bones Pt. 2           |       |
| 11. | Nephilim (Instrumental)          |       |